# جامعة كلية الملك
جامعة كلية الملك هي جامعة في كندا، تأسست عام 1789. تقع في مدينة هاليفاكس.

## إحصائيات
يبلغ عدد طلاب الجامعة 1,070 طالب، منهم 50 طالب دراسات عليا.